# Silver Screen Partners
Silver Screen Partners était une société américaine de production de films fondée en 1983 par Roland W. Betts et Thomas Bernstein sous le nom de Silver Screen Management et dont le nom a changé plusieurs fois.
La société a compté George W. Bush de 1983 à 1992 parmi les membres de son directoire. Betts et Bush étaient membres de la même confrérie à l'Université Yale.

## Histoire
Après avoir été président de la société International Film Investors, Inc., Roland W. Betts décide de fonder avec Thomas Bernstein une société de production cinématographique. Le duo décide de créer une société en partenariat limité avec des investisseurs devant acheter des actions à 500 $ l'une. L'argent permettait de produire le film et les revenus générés étaient redistribués au pro-rata des parts détenues, avec une garantie de retour sur investissements au bout de cinq ans.
La première offre permet en juin 1983, de réunir 82,8 millions de $ qui, après paiement des frais et taxes, offre à la société la possibilité de financer la production de films pour près de 74 millions. Le premier partenariat signe un contrat pour coproduire quelques films avec le tout jeune studio Tri-Star, fondé l'année précédente par Columbia Pictures (alors filiale de The Coca-Cola Company), ainsi que la chaîne câblée HBO.
En 1984, Michael Eisner devient le nouveau PDG de la Walt Disney Company, Il décide de co-produire plusieurs films avec Silver Screen Partners, ce qui provoque la création de plusieurs partenariats. 
- En janvier 1985, le second partenariat, nommé Silver Screen Partners II est créé[2]. La levée de fonds pour ce partenariat réunit 28 000 investisseurs et atteint les 193 millions de $[2].
- Le troisième partenariat est lancé en janvier 1987 et rassemble 300 millions de $ pour 44 000 investisseurs[2].
- Le quatrième partenariat débute en juin 1988, regroupant 52 000 investisseurs et 400 millions de $[2].

Les contrats avec Disney seront les meilleurs contrats de la société qui lui permettent de coproduire jusqu'en 1992 plus de 75 films d'animation et en prises de vue réelles avec Disney et ses filiales Buena Vista et Touchstone Pictures.
La société n'a pas produit ou financé de film depuis 1992 et a été remplacée par la société Touchwood Pacific Partners.

## Filmographie

### Silver Screen Partners
1. Flashpoint (1984) : Production
2. Heaven Help Us (1985) : Production
3. Les Aventuriers de la 4e dimension (My Science Project) (1985) : Production
4. Toujours prêts (Volunteers) (1985) : Production
5. Sweet Dreams (1985) : Production
6. Head Office (1985) : Production
7. The Hitcher (1986) : Production
8. Odd Jobs (1986) :Production

### Silver Screen Partners II
1. Baby : Le Secret de la légende oubliée (Baby: Secret of the Lost Legend, 1985) : Production
2. Oz, un monde extraordinaire (Return to Oz, 1985) : Production
3. Taram et le Chaudron magique (1985) : Production
4. Natty Gann (The Journey of Natty Gann) (1985) : Production
5. Un drôle de Noël (One Magic Christmas, 1985) : Production
6. Le Clochard de Beverly Hills (Down and Out in Beverly Hills, 1986) : Production
7. Le flic était presque parfait (Off Beat, 1986) : Production
8. Y a-t-il quelqu'un pour tuer ma femme ? (Ruthless People, 1986) : Production
9. Basil, détective privé  (1986) : Production
10. Coup double (Tough Guys, 1986) : Production
11. La Couleur de l'argent (The Color of Money) (1986) : Production
12. Une chance pas croyable (Outrageous Fortune, 1987) : Production
13. Étroite Surveillance (Stakeout, 1987) : Production

### Silver Screen Partners III
1. Les Filous (Tin Men, 1987) : Production
2. Ernest et les joyeuses colonies (Ernest Goes to Camp, 1987) : Production
3. Benji la malice (Benji the Hunted, 1987) : Production
4. Nuit de folie (Adventures in Babysitting (1987) : Production (en association)
5. L'amour ne s'achète pas (Can't Buy Me Love, 1987) : Production
6. La Joyeuse Revenante (1987) : Production (en association)
7. Trois Hommes et un bébé (Three Men and a Baby, 1987) : Production
8. Good Morning, Vietnam (1987) : Production
9. Randonnée pour un tueur (Shoot to Kill, 1988) : Production
10. Mort à l'arrivée (D.O.A., 1988) : Production
11. Return to Snowy River (1988) : Production
12. Quand les jumelles s'emmêlent (Big Business, 1988) : Production (en association)
13. Qui veut la peau de Roger Rabbit  (1988) : Production
14. Cocktail (1988) : Production
15. Mission: Sauvetage (The Rescue, 1988) : Production
16. Heartbreak Hotel (1988) : Production
17. Oliver et Compagnie (1988) : Production (en association)
18. Chérie, j'ai rétréci les gosses (1989) : Production
19. Cheetah (1989) : Production

### Silver Screen Partners IV
1. Le Prix de la passion (The Good Mother, 1988) : Production
2. Le père Noël est en prison (Ernest Saves Christmas, 1988) : Production
3. Au fil de la vie (Beaches, 1988) : Production
4. Trois Fugitifs (Three Fugitives, 1989) : Production
5. Désorganisation de malfaiteurs (Disorganized Crime, 1989) : Production
6. Le Cercle des poètes disparus (1989) : Production
7. Turner et Hooch (1989) : Production
8. An Innocent Man (1989) : Production
9. Gross Anatomy (1989) : Production
10. La Petite Sirène (1989) : Production
11. Blaze (1989) : Production
12. Tout pour réussir (Where the Heart Is, 1990) : Production
13. Pretty Woman (1990) : Production
14. Les Martiens ! (Spaced Invaders, 1990) : Production
15. Dick Tracy (1990) : Production
16. Le Mariage de Betsy (Betsy's Wedding, 1990) : Production
17. Taking Care of Business (1990) : Production
18. Monsieur Destinée (Mr. Destiny, 1990) : Production
19. Bernard et Bianca au pays des kangourous (1990) : Production
20. Tels pères, telle fille (3 Men and a Little Lady, 1990) : Production
21. Croc-Blanc (White Fang, 1991) : Production
22. Run (1991) : Production
23. Scènes de ménage dans un centre commercial (Scenes from a Mall, 1991) : Production
24. La Chanteuse et le Milliardaire (The Marrying Man, 1991) : Production
25. L'embrouille est dans le sac (Oscar, 1991) : Production
26. Un bon flic (One Good Cop, 1991) : Production
27. À cœur vaillant rien d'impossible (Wild Hearts Can't Be Broken, 1991) : Production
28. Les Aventures de Rocketeer (The Rocketeer, 1991) : Production
29. Le Docteur (The Doctor, 1991) : Production
30. Un privé en escarpins (V.I. Warshawski, 1991) : Production
31. Double Identité (True Identity, 1991) : Production
32. Deceived (1991) : Production
33. La Belle et la Bête (1991) : Production
34. Méli-mélo à Venise (1992) : Production (en association)